# Lord-lieutenant du Hertfordshire
Ceci est une liste de personnes qui ont servi comme lord-lieutenant du Hertfordshire. Depuis 1660, tous les lord-lieutenants ont été également Custos Rotulorum of Hertfordshire.
- Sir Ralph Sadleir 1570–?
- Henry Carey (1er baron Hunsdon), 1583–1585
- Robert Dudley, 1er comte de Leicester, 3 juillet 1585 – 4 septembre 1588
- William Cecil (1er baron Burghley), 31 décembre 1588 – 4 août 1598
- vacant
- Robert Cecil (1er comte de Salisbury), 5 août 1605 – 24 mai 1612
- William Cecil (2e comte de Salisbury) 10 juillet 1612 – 1642 conjoitement avec
- Charles Cecil, vicomte Cranborne 31 mars 1640 – 1642
- Interregnum
- Arthur Capel (1er comte d'Essex), 26 juillet 1660 – 1681
- John Egerton (2e comte de Bridgewater) 10 février 1681 – 26 octobre 1686
- Laurence Hyde (1er comte de Rochester), 18 novembre 1686 – 1688
- Charles Talbot (1er duc de Shrewsbury), 4 avril 1689 – 1691
- Algernon Capell (2e comte d'Essex) 3 février 1692 – 10 janvier 1710
- William Cowper (1er comte Cowper) 26 août 1710 – 1712
- James Cecil (5e comte de Salisbury) 26 juin 1712 – 1714
- William Cowper, 1er comte Cowper, 5 mars 1715 – 1722
- William Capell (3e comte d'Essex), 11 octobre 1722 – 8 janvier 1743
- vacant
- William Clavering-Cowper (2e comte Cowper) 8 mars 1744 – 18 septembre 1764
- William Capell (4e comte d'Essex), 12 novembre 1764 – 1771
- James Cecil (1er marquis de Salisbury) 13 mars 1771 – 13 juin 1823
- James Grimston (1er comte de Verulam) 5 juillet 1823 – 17 novembre 1845
- James Grimston (2e comte de Verulam) 17 janvier 1846 – 1892
- Edward Villiers (5e comte de Clarendon) 23 août 1892 – 2 octobre 1914
- Thomas Brand (3e vicomte Hampden) 9 février 1915 – 1952
- Sir David Bowes-Lyon 1er juillet 1952 – 13 septembre 1961[1]
- Sir George Burns 8 décembre 1961 – 12 février 1986
- Sir Simon Bowes-Lyon 12 février 1986 – 27 juillet 2007[2]
- Dione Grimston, comtesse de Verulam 27 juillet 2007 – présent[3]